# Ganeshwadi, Gokak
Ganeshwadi là một làng thuộc tehsil Gokak, huyện Belgaum, bang Karnataka, Ấn Độ.